# Dòng thời gian của đại dịch COVID-19 tháng 9 năm 2020
Bài này ghi lại dòng thời gian và dịch tễ học của SARS-CoV-2 vào tháng 9 năm 2020, loại vi rút gây ra bệnh coronavirus 2019 (COVID-19) và là nguyên nhân gây ra đại dịch COVID-19. Các trường hợp nhiễm COVID-19 ở người đầu tiên được xác định ở Vũ Hán, Trung Quốc, vào tháng 12 năm 2019.

## Dòng thời gian

### 1 tháng 9
- Malaysia báo cáo thêm 14 trường hợp mới (5 ca nhập cảnh và 9 ca trong nước), nâng tổng số ca nhiễm lên 9354 ca nhiễm. Phát hiện thêm 21 ca, nâng tổng số ca nhiễm lên 9075 ca. Có 151 ca đang điều trị, với 5 ca được chăm sóc đặc biệt và 3 ca được hỗ trợ máy thở. Một ca tử vong được báo cáo, nâng tổng số ca tử vong lên 128 ca.[1]
- New Zealand xác nhận 14 ca mắc mới (5 ca trong cộng đồng và 9 ca nhập cảnh) nâng tổng số ca nhiễm lên 1572 trường hợp (1401 ca được xác nhận và 351 ca nghi ngờ). 13 ca hồi phục được báo cáo nâng tổng số lên 1598. Có 152 ca đang được điều trị và năm người đang nằm viện.[2]
- Singapore báo cáo 40 ca mắc mới, nâng tổng số ca nhiễm lên 56.852.[3][4]
- Ukraine thông báo 2088 ca mắc mới, với 48 ca tử vong nâng tổng số ca nhiễm lên 123.303 và 2605 ca tử vong. Tổng số 57.802 ca đã khỏi bệnh.[5]
- Tây Ban Nha đã ghi nhận hơn 53.000 trường hợp nhiễm mới trong tuần qua, với 114 trường hợp nhiễm mới trên 100.000 người. Virus này đang lây lan nhanh hơn ở trong nước so với ở Mỹ, gấp 8 lần tỷ lệ ở Ý và Anh, và gấp 10 lần ở Đức. (NYT)
- Sau khi Tổng thống Mỹ Donald Trump retweet (chia sẻ lại) thông tin nói số người chết vì COVID-19 ở Mỹ cho tới nay thấp hơn nhiều so với số liệu của Cơ quan Kiểm soát và phòng ngừa bệnh tật (CDC) Mỹ, mạng Twitter đã xóa bỏ tweet của ông Trump. (Tuổi Trẻ)
- Twitter và Facebook cùng xóa đoạn video đăng trên tài khoản Tổng thống Mỹ Donald Trump, trong đó một nhóm bác sĩ cho rằng không cần đeo khẩu trang và phong tỏa để ngăn dịch, đồng thời ủng hộ dùng thuốc hydroxychloroquine điều trị COVID-19. (Tuổi Trẻ)

### 2 tháng 9
- Hàng chục nghìn trẻ em gái khắp châu Á bị ép tảo hôn vì gia đình rơi vào cảnh cùng quẫn do Covid-19.  (vnExpress)

### 3 tháng 9
- Tại Pháp, Bộ Y tế ghi nhận 7017 ca nhiễm mới trong vòng một ngày. Con số đó nhiều hơn đáng kể so với hôm thứ Ba với 4982 trường hợp, nhưng ít hơn một ngày trong tuần trước với gần 7400 trường hợp. Tổng cộng 293.024 ca nhiễm coronavirus. Số người chết tăng 25 lên 30.686 người. (BaZ)

### 5 tháng 9
- Mỹ, vùng dịch lớn nhất thế giới, ghi nhận 6.385.285 ca nhiễm và 192.011 người chết, tăng lần lượt 53.584 và 1.052 ca so với một ngày trước đó. (vnExpress)
- Ít nhất 7.000 nhân viên y tế trên toàn thế giới đã đánh đổi tính mạng của mình để chăm sóc người nhiễm virus corona. Số liệu được tổ chức Ân Xá Quốc tế nêu ra ngày 03/09/2020, tăng hơn gấp đôi so với con số 3.000, chỉ hai tháng trước trong báo cáo ngày 13/07 và phản ánh thực trạng số ca nhiễm tăng mạnh tại nhiều nước.  (RFI)

### 7 tháng 9
- Theo số liệu của Tổng cục Thống kê, 8 tháng đầu năm 2020 có 34.300 doanh nghiệp đăng ký tạm ngừng kinh doanh có thời hạn, 24.200 doanh nghiệp ngừng hoạt động chờ làm thủ tục giải thể, 10.400 doanh nghiệp hoàn tất thủ tục giải thể và 30.600 doanh nghiệp không hoạt động. (VNN)
- Cảnh sát Hong Kong ngày 6/9 bắt ít nhất 289 người tham gia cuộc biểu tình ở khu Cửu Long để phản đối việc hoãn bầu cử Hội đồng Lập pháp  do ảnh hưởng của đại dịch Covid-19 mà đáng lẽ diễn ra hôm nay. (vnExpress)
- Người vi phạm quy định đeo khẩu trang ở Jakarta được chọn nằm trong quan tài "suy ngẫm" thay vì nộp phạt hoặc lao động công ích. (vnExpress)
- Ấn Độ ghi nhận hơn 90.000 trường hợp nhiễm Covid-19 mới trong 24 giờ qua, với  4.204.613 ca vượt qua Brazil, trở thành vùng dịch lớn thứ hai trên thế giới. Đã có 71.642 trường hợp tử vong, cao thứ ba sau Hoa Kỳ và Brazil. (BBC)
- Anh ghi nhận 2.988 trường hợp nhiễm coronavirus ở Anh trong vòng 24 giờ - con số cao nhất được báo cáo trong một ngày kể từ ngày 22 tháng 5. Hai trường hợp tử vong khác trong vòng 28 ngày sau khi xét nghiệm dương tính cũng được ghi nhận vào Chủ nhật, nâng tổng số ca tử vong ở Anh lên 41.551 người.  (BBC)

### 8 tháng 9
- Chủ tịch Trung Quốc Tập Cận Bình cho rằng Trung Quốc đã hành động một cách cởi mở, minh bạch về Covid-19 và thực hiện các nỗ lực cụ thể để cứu hàng triệu mạng sống trên toàn thế giới trong đại dịch.  (vnExpress)
- WHO cho biết đang làm việc với Trung Quốc về những yêu cầu để phê duyệt vaccine Covid-19 ở tầm quốc tế trước sử dụng đại trà. (vnExpress)

### 9 tháng 9
- Viện hàn lâm Nhi khoa Mỹ và Hiệp hội bệnh viện nhi ở Mỹ ngày 8-9 cho biết đã có nửa triệu trẻ em ở nước này được chẩn đoán mắc COVID-19. Đến nay có 103 trẻ em ở Mỹ đã tử vong do dịch bệnh này. (tuoitre)
- Bác sĩ Anthony Fauci, cố vấn COVID-19 của Tòa Bạch Ốc, cho rằng có lẽ không thể có vaccine COVID-19 trước bầu cử tổng thống Mỹ dù Trung Tâm Phòng Ngừa Dịch Bệnh (CDC) yêu cầu tiểu bang chuẩn bị phân phối vaccine trước ngày 1 Tháng Mười Một. (nguoi-viet)
- Công ty AstraZeneca ngưng thử nghiệm vaccine COVID-19 quy mô lớn giai đoạn cuối vì một người tham gia lâm bệnh, bị nghi là "phản ứng phụ nghiêm trọng". (VOA)

### 10 tháng 9
- Việt Nam vừa cách ly 14 thành viên trong đội tuyển thể thao quân đội trở về nước sau khi tham gia Hội thao Quân sự Quốc tế (Army Games) tại Nga và được phát hiện nhiễm virus corona. (VOA)
- Thượng phụ Filaret, người đứng đầu Giáo hội Chính thống Ukraine vừa mắc COVID-19, trước đó nói dịch bệnh này là "sự trừng phạt của Chúa" đối với hôn nhân đồng giới.  (tuoitre)
- Trump thừa nhận ông đã cố giảm thiểu mức độ nghiêm trọng của mối đe dọa Covid-19 khi đại dịch bắt đầu trong cuộc phỏng vấn với nhà báo Woodward, "Tôi luôn muốn hạ thấp mức độ nghiêm trọng của đại dịch. Giờ tôi vẫn muốn hạ thấp nó vì không muốn tạo ra sự hoảng loạn". (vnExpress)

### 11 tháng 9
- Riêng trong ngày 10/09/2020 Tổng cục Y tế Pháp ghi nhận thêm 9.843 bệnh nhân. Bộ trưởng Y tế Olivier Véran cho rằng với số ca dương tính không ngừng đi từ kỷ lục này đến kỷ lục khác.Từ cuối tháng 6/2020 đến nay, số ca phải đưa vào các phòng hồi sức lần đầu tiên đụng ngưỡng 600.  (RFI)
- Tính đến ngày 09/09/2020, đại dịch Covid-19 khiến hơn 900 nghìn người chết trên toàn thế giới, Hoa Kỳ với hơn 190 nghìn người chết, Brazil với 127.000 người. Ấn Độ đứng thứ ba, với 75.000 người chết.  (RFI)

### 12 tháng 9
- Cơ quan y tế Pháp ngày 12-9 xác nhận quốc gia này đã ghi thêm 10.561 ca COVID-19. Đây là lần đầu tiên số ca nhiễm mới trong ngày của Pháp vượt 10.000. (Tuổi Trẻ)

### 17 tháng 9
- Mạng xã hội Twitter của Mỹ vừa đình chỉ tài khoản của một nhà virus học người Trung Quốc từng tuyên bố công khai rằng virus corona được phát triển trong phòng thí nghiệm ở Vũ Hán.  (tuoitre)
- Tổng thống Mỹ Donald Trump và giám đốc Trung tâm Kiểm soát và phòng ngừa dịch bệnh Mỹ (CDC) đưa ra những tuyên bố trái ngược về vắc xin ngừa COVID-19. Trong khi đó, Tổ chức Y tế Thế giới cảnh báo nhóm người 15-49 tuổi nhập viện ngày càng tăng.  (tuoitre)
- Khủng hoảng Y tế vì đại dịch Covid-19 làm lộ rõ một tệ nạn ở châu Âu: thiếu thuốc men vì phải nhập khẩu hoạt chất từ nước ngoài đặc biệt là Ấn Độ và Trung Quốc. Trong ngày thứ Năm 17/09/2020, Nghị Viện Châu Âu sẽ đưa ra một số phương án để giải quyết tình trạng này. (RFI)
- Đại dịch siêu vi corona chủng mới lây lan tại Ấn Độ với vận tốc kinh hoàng, vượt ngưỡng 5 triệu trường hợp tính đến thứ Tư 15/09/2020. Trong vòng 11 ngày, quốc gia đông dân thứ nhì thế giới ghi nhận thêm một triệu ca Covid-19. Theo AFP, chỉ riêng trong ngày hôm qua có hơn 90.000 người Ấn bị lây nhiễm siêu vi và gần 1.300 người chết.  (RFI)

### 18 tháng 9
- Ngày 17/9, Hạ viện Mỹ thông qua nghị quyết lên án việc dùng lời lẽ kỳ thị người Châu Á vì virus corona, trong đó có những cụm từ như "virus Trung Quốc" mà Tổng thống Donald Trump thường sử dụng.  (VOA)
- Chính phủ Hoa Kỳ tài trợ cho Việt Nam 100 máy thở do chính Hoa Kỳ sản xuất để hỗ trợ cho bệnh nhân COVID-19. (VOA)

### 22 tháng 9
- Số liệu cập nhật của Worldometers tới sáng nay 22-9 cho thấy nước Mỹ đã có hơn 200.000 người chết vì COVID-19 trong khi toàn cầu đã ghi nhận hơn 31 triệu ca nhiễm bệnh. Tổng thể số người chết vì COVID-19 của Mỹ hiện chiếm 20% tổng số người chết vì bệnh này toàn cầu, trong khi dân số Mỹ chỉ khoảng 4% dân số thế giới.  (tuoitre)
- Tổng thống Mỹ trách móc nặng nề Bắc Kinh vì "virus Trung Quốc" trong thông điệp video của mình cho Đại hội đồng LHQ và kêu gọi Liên Hợp Quốc bắt nước này phải chịu trách nhiệm.  (SZ)

### 24 tháng 9
- Tây Ban Nha đứng đầu châu Âu về số ca mới nhiễm virus corona trong vòng 24 giờ qua, với 11.289 trường hợp và 130 ca tử vong. Để chống chọi với làn sóng dịch bệnh thứ hai, đặc biệt là ở thủ đô Madrid, chính quyền đã huy động cả quân đội và hiến binh, hỗ trợ kiểm soát thực hiện các biện pháp phòng ngừa. (RFI)

### 26 tháng 9
- Pháp báo cáo tổng số ca COVID tại nước này lần đầu tiên vượt quá 500.000 trong lúc ghi nhận thêm 15.797 ca hôm 25/9, gần với kỷ lục 16.096 ca trong một ngày hôm 24/9. (VOA)

### 27 tháng 9
- Số người nhiễm virus corona tại Mỹ vượt quá 7 triệu—chiếm hơn 20% tổng số ca trên thế giới. (VOA)

### 29 tháng 9
- Số người chết vì virus Covid-19 đã lên hơn 1 triệu, nhiều hơn số người chết vì sốt rét, cúm, dịch tả và bệnh sởi cộng lại từ những tháng bắt đầu có dịch corona. (NYT)
- Lo ngại trước đà dịch bệnh Covid-19 tăng vọt vượt tầm kiểm soát, chính quyền hai thành phố lớn nhất của bang Québec (Canada), quyết định đóng cửa toàn bộ các hàng quán, bảo tàng, thư viện, rạp hát trong vòng một tháng, kể từ ngày 01/10/2020.  (RFI)

### 30 tháng 9
- Do việc kinh doanh với các công viên giải trí, khu nghỉ dưỡng, hàng hóa dành cho người hâm mộ và các chuyến du lịch bằng tàu trên biển vẫn đang phải hứng chịu đại dịch corona nên tập đoàn sẽ phải sa thải khoảng 28.000 nhân viên Mỹ, công ty Walt Disney thông báo. (SZ)